# 댈러스 파워
댈러스 파워(영어: Dallas Power)는 미국 텍사스주 댈러스를 연고로 하는 3on3리그인 BIG3 소속 농구 팀이다.